# Dub Invaders
Die Dub Invaders sind eine deutsche Reggae-Band.

## Geschichte
Die Band wurde 1982 von Landshuter Musikern als eine der ersten originär deutschen Reggae-Bands gegründet. Sie gelten als Vorreiter des Genres in Deutschland. Höhepunkte in der Bandgeschichte waren ein Konzert 1990 als Headliner in Porta Westfalica vor 15.000 Zuschauern und ihre Tournee als Vorband von UB40 im gleichen Jahr. Seither haben sie auf Tourneen in mehreren europäischen Ländern über 300 Konzerte gegeben. Die Band hat fünf Alben und mehrere Singles veröffentlicht.

## Diskografie

### Alben
- 1988: Nuclear Skanking
- 1990: Trouble Like Dirt
- 1992: The Cosmik Mampie Tour
- 1995: Respect Myself
- 2022: The Jungle Project - Live at Incognito 1998

### Singles
- 1987: To the Top
- 1993: Yellow Moon